# Kingersheim
Kingersheim – miejscowość i gmina we Francji, w regionie Grand Est, w departamencie Górny Ren.
Według danych na rok 1990 gminę zamieszkiwało 11 258 osób, 1683 os./km².